# Георг Кершенщайнер
Георг Кершенщайнер (на немски: Georg Michael Anton Kerschensteiner) е германски педагог, теоретик на социалната педагогика, защитаващ идеята, че трудът трябва да намери място в училище.

## Биография
Роден е на 29 юли 1854 година в Мюнхен, Германия. След като завършва Мюнхенския университет работи последователно като начален учител, преподавател по математика и естествени науки и училищен съветник в Мюнхен (1895), след което е избран за почетен професор в университета в същия град, където чете лекции върху възпитанието. Неговата главна задача е използване на практическите интереси на учениците в работата по образованието им и тясно свързване на теоретичното преподаване с конкретни упражнения.
Неговите основни трудове са „Развитие на рисувателните способности“ (1905), „Понятието за трудово училище“ (1912) и „Теория на възпитанието“ (1926).
Почетен доктор на Техническия университет в Мюнхен (1918) и Техническия университет в Дрезден (1928).
Умира на 15 януари 1932 година в Мюнхен на 77-годишна възраст.